# Hans Andersen Krüger
Hans Andersen Krüger (født 6. april 1816 i Bevtoft, død 27. august 1881 sammesteds) var en slesvigsk gårdejer, kroholder og politiker.
I 1841 blev Krüger valgt til den slesvigske stænderforsamling hvilket han forblev indtil 1863, med en pause under treårskrigen (1848-50), grundet hans dansksindethed. Krüger sad desuden i perioden 1856-1864 i rigsrådet indtil krigen i 1864 hvorefter Krüger kom til at bo i Tyskland.
Efter Slesvig-Holstens indlemmelse i Det Tyske Forbund blev Krüger valgt til dette og efter opløsningen af samme i 1866 blev han valgt til både den preussiske landdag og rigsdag hvor han sad frem til sin død. Krüger kom dog aldrig til at benytte sit mandat i landdagen pga. ednægtelsespolitikken, der betød at Krüger ikke ville lægge ed på den preussiske forfatning, hvilket var et krav for at sidde i landdagen, men ikke i rigsdagen. Gennem hele sit virke prøvede han forgæves at få sat Pragfredens §5, angående en afstemning om tilhørsforhold i hertugdømmerne, i kraft.
Krügers navn er indskrevet på støtten på Skamlingsbanken.
- Buste opstillet i Krügers Anlæg bag vikingemuseet i Ribe
- Mindesten i Skibelund Krat
- Mindesten i Holsted Plantage
- Gravsten ved Bevtoft Kirke